# Ступківський заказник
Сту́пківський — ландшафтний заказник місцевого значення. Розташований у межах Зіньківського району Полтавської області, між містом Зіньків та селом Ступки (на південний схід від Зінькова).
Площа природоохоронної території 24,3 га.

Охороняється унікальний яружно-балковий комплекс у межах вододільного плато річок Грунь і Ташань із цінними угрупованнями дібров та лучних степів, з багатою флорою та численними популяціями рідкісних видів рослин.

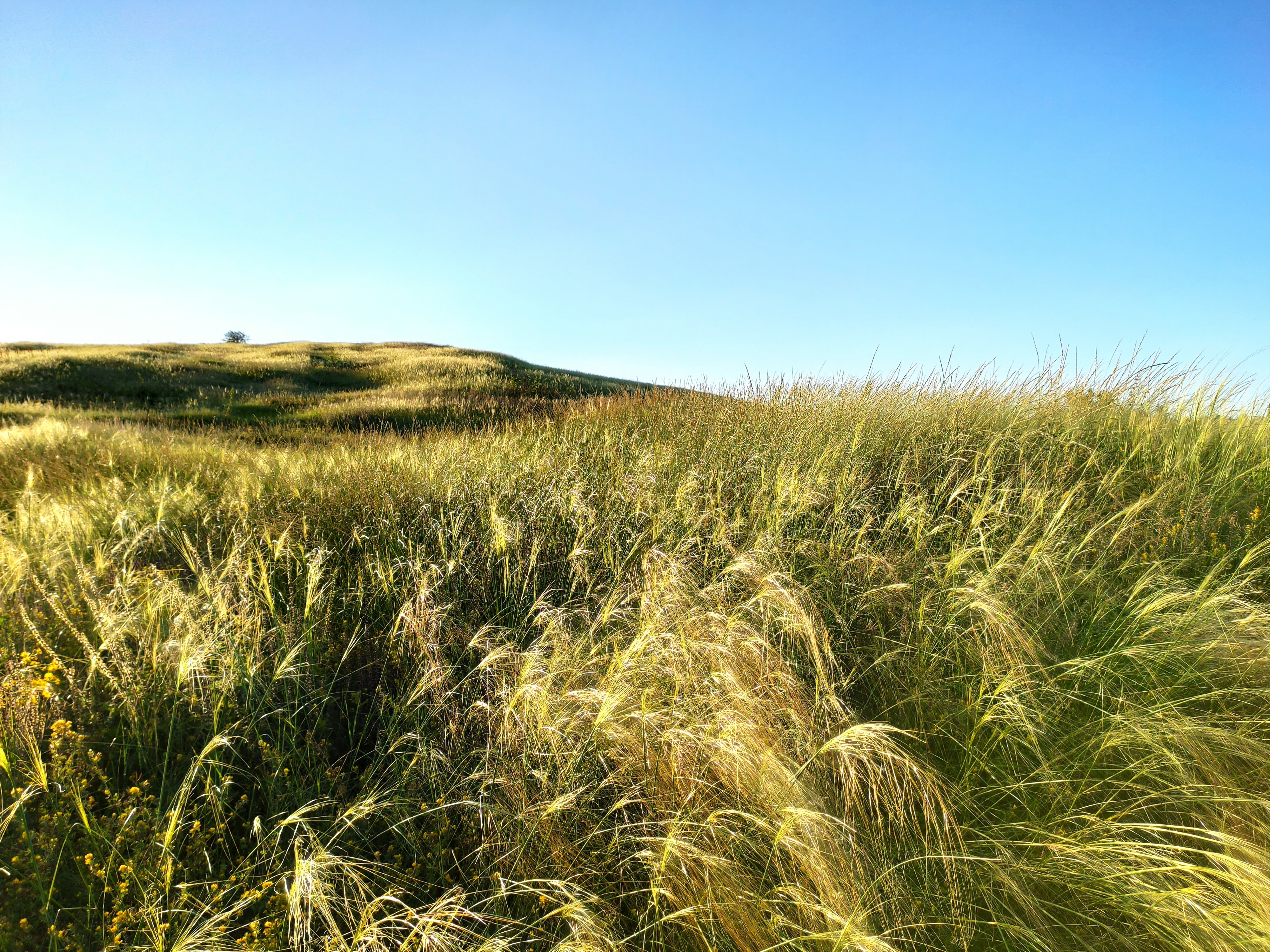
Зарості ковили на пагорбі
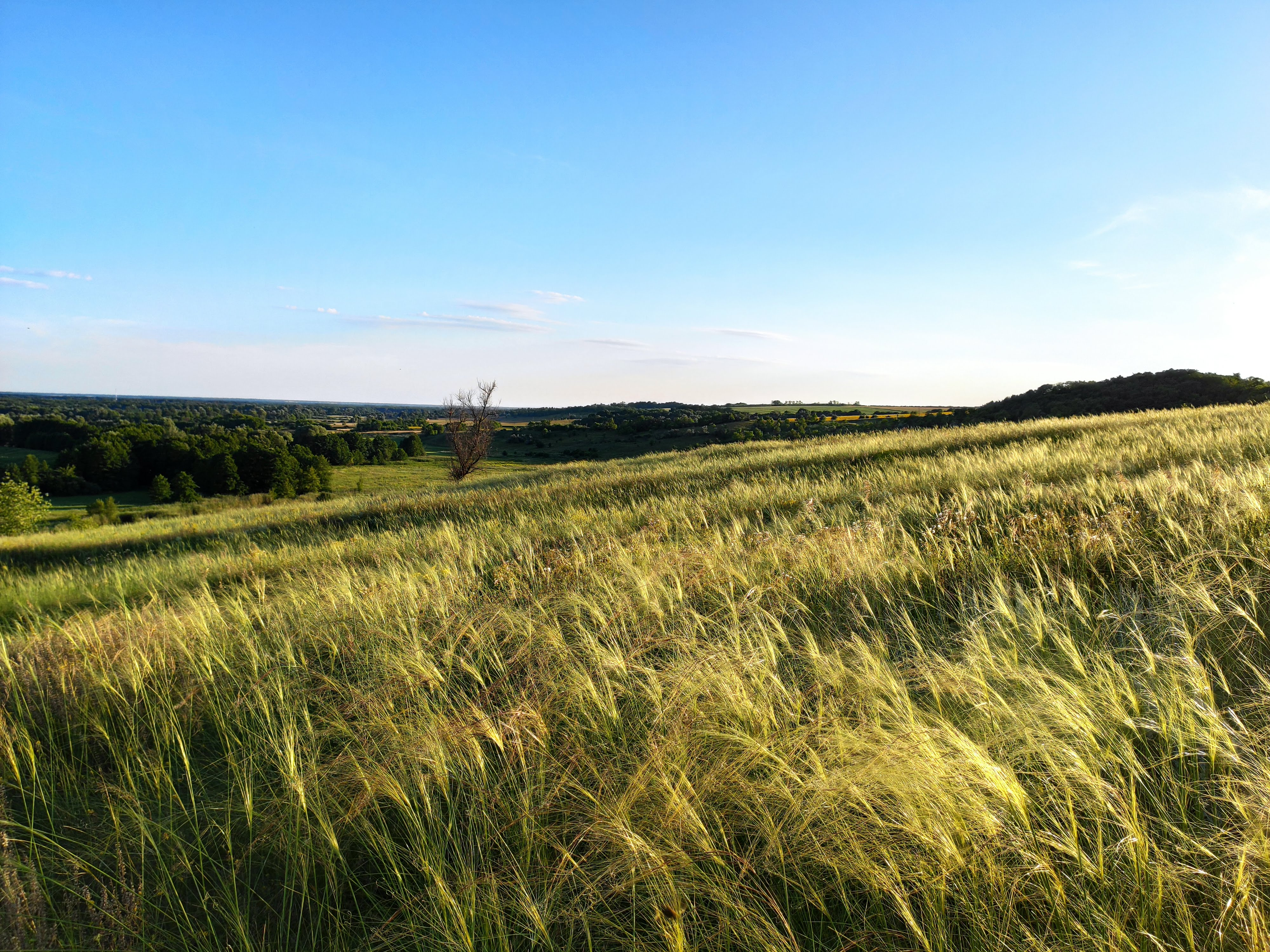
Ковила в межах заказника
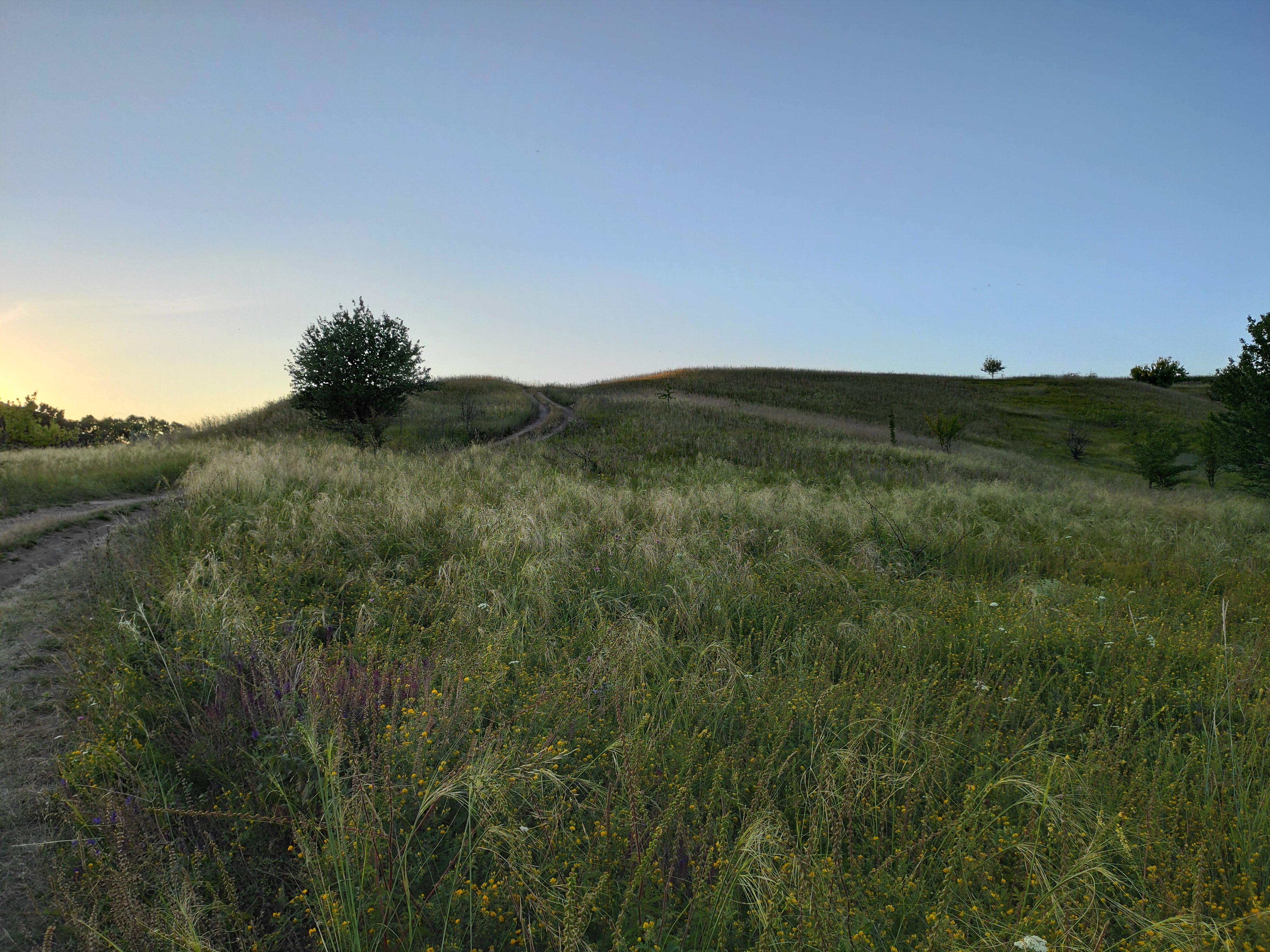
Степова рослинність на схилах пагорба
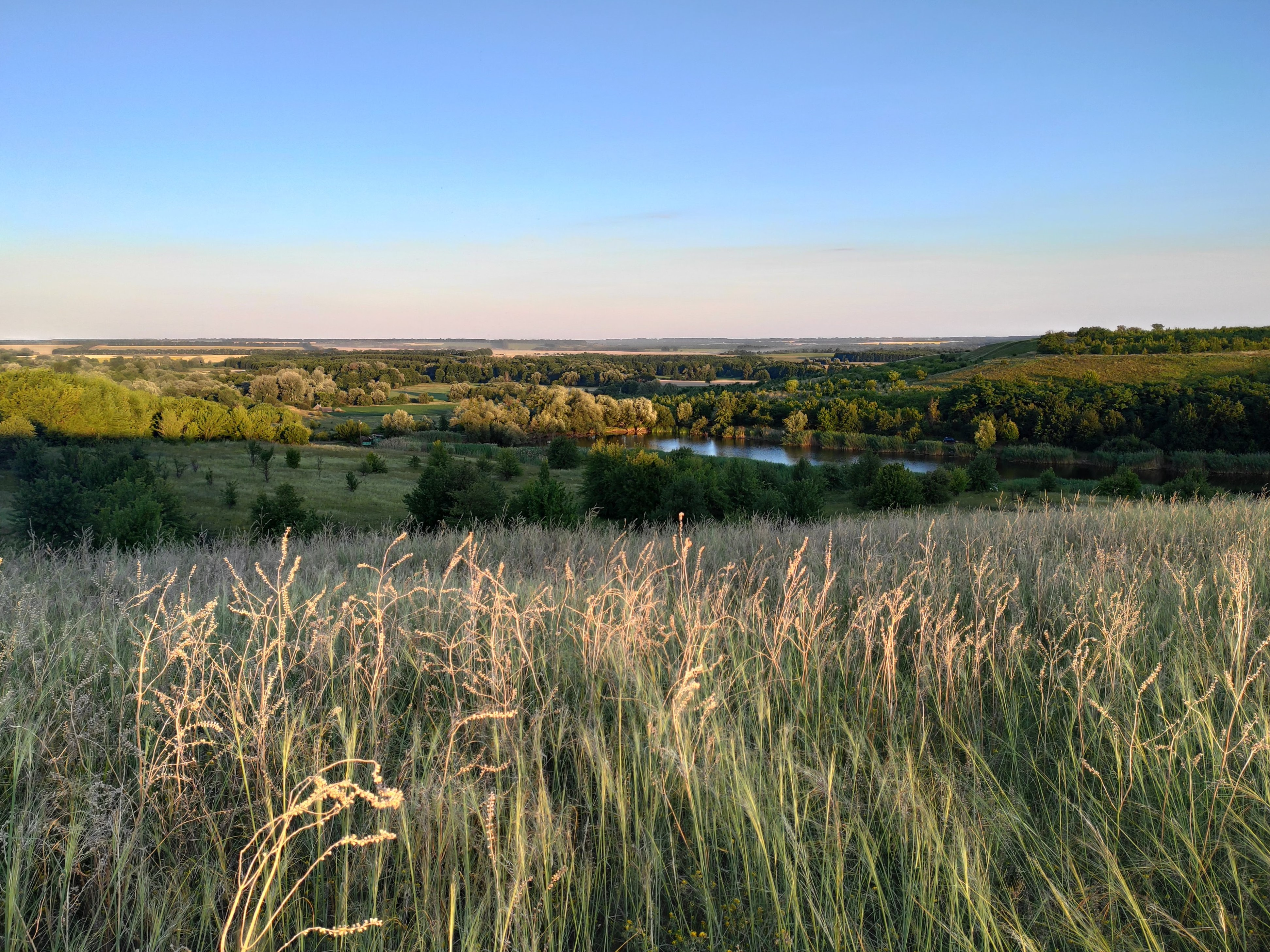
Краєвид на Ступківський став та долину річки Грунь
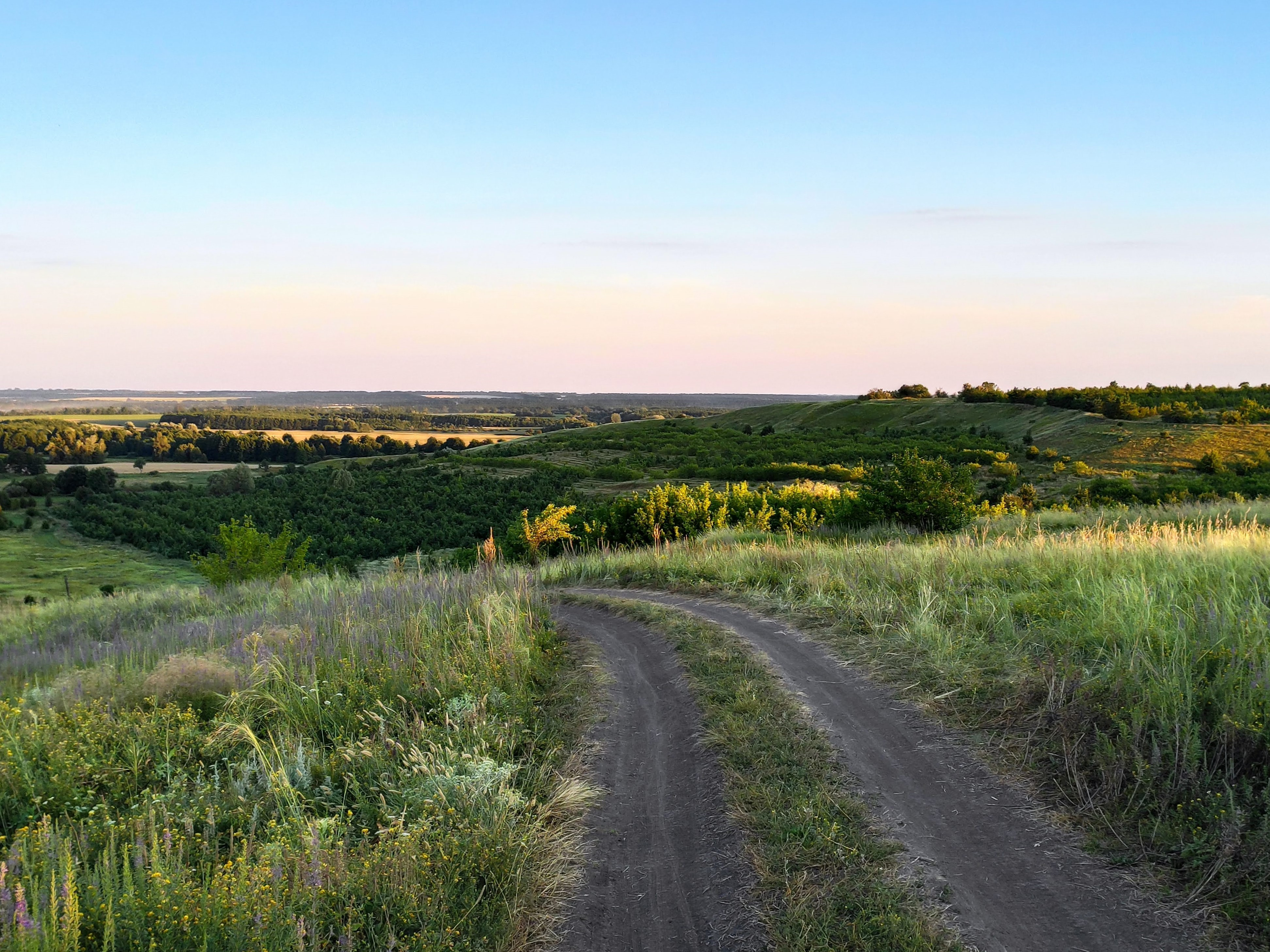
Схил правого берегу річки Грунь в межах заказника